# Tannaz Hajeby
Tannaz Hajeby (Amsterdam, 25 mei 1995) is een Nederlandse radio-dj en voice-over.
Ze presenteert sinds 4 januari 2025 elke zaterdag-en zondagochtend tussen 6.00 en 9.00 uur namens Omroep Max op NPO Radio 2 haar weekeinde ochtendshow De T van Tannaz. Daarvoor was ze te horen op NPO FunX en in de nacht op NPO 3FM.

## Achtergrond
Hajeby werd op 25 mei 1995 geboren in Amsterdam-West, waar ze haar prille jeugd doorbracht. Later verhuisde ze naar Amsterdam-Noord, waar  ze in de Vogelbuurt woonde. Ze constateerde achteraf dat West meer gesegregeerd was op bevolkingsgroepen dan Noord, maar sinds de ontwikkeling van Noord in de 21e eeuw ziet ze daar een nieuwe segregatie tussen rijk (buurt langs het IJ) en de oudere wijken. Ze kreeg vanuit de basisschool een te laag schooladvies en voelde zich daardoor niet op haar plaats op haar eerste middelbare scholen. Uiteindelijk voltooide ze een Hoger algemeen voortgezet onderwijs (havo) aan het Damstee College. Ze wilde wel prinses, cardioloog of psycholoog worden.  Daarop begon ze aan een studie maatschappelijk werk en dienstverlening aan de Hogeschool van Amsterdam; ze werkte enige tijd in de jeugdzorg.
Tegen pesterijen en onzekerheid in schreef ze zich in voor een talentenshow in Amsterdam-Noord, Y-Factor, waarbij ze Take Me Home, Country Roads van John Denver zong, terwijl ze eigenlijk fan was van Rihanna en Beyoncé. Ze won en kon vanuit de prijs zangles nemen.

## Radiowerk
In mei 2016 begon Hajeby bij FunX met het maken van nachtradio. In april 2017 ving een periode aan waarin ze zowel op FunX, als op NPO 3FM te horen was (namens de EO). In deze periode was ze ook betrokken bij BEAM, de jongerentak van de EO. Hajeby verliet eind 2019 NPO 3FM en was sindsdien weer uitsluitend bij FunX te horen, waar ze de show Tannaz presenteerde van maandag t/m donderdag van 19.00 tot 23.00 uur.
Ook was Hajeby de presentatrice van de FunX-podcast The Mental Health Club. In deze podcastreeks sprak ze met gasten die moeilijkheden ervaren met hun mentale gezondheid en gaven deskundigen tips hoe je hiermee omgaat.
Sinds 2022 is Hajeby een van de voice-overstemmen van de NPO. Zo is ze te horen in de promotie-uitingen van NPO Start.
Sinds januari 2024 is Hajeby te horen op NPO Radio 2. Daar maakte ze het programma Dit is Tannaz namens de (EO), elke dinsdag t/m vrijdag tussen 04.00 en 06.00 uur.
In december 2024 was ze een van de dj's van de jaarlijkse NPO Radio 2 Top 2000.
Op zaterdag 4 januari 2025 begon ze met haar nieuwe radioprogramma De T van Tannaz, de weekeinde ochtendshow die ze presenteert namens Omroep MAX. Het programma wordt uitgezonden op zaterdag- en zondagochtend van 06.00 tot 09.00 uur. Het bevat veel muziek en lifestyle-onderwerpen. Vaste invallers zijn Gijs Hakkert en Thomas Hekker.
Huidige: · Annemieke Schollaardt · Bart Arens · Carolien Borgers · Evelien de Bruijn · Corné Klijn · Daniël Lippens · Desiree van der Heiden · Dolf Jansen · Eddy Keur · Emmely de Wilt · Evert Duipmans · Jan-Willem Roodbeen · Jeroen Kijk in de Vegte · Jeroen van Inkel · Leo Blokhuis · Martine ten Klooster · Morad El Ouakili · Paul Rabbering · Ruud de Wild · Shay Kreuger ·Tannaz Hajeby · Thomas Hekker · Willemijn Veenhoven
Voormalige: Alfred van de Wege · Andrew Makkinga · Bert Haandrikman · Bert Kranenbarg · Cees van Zijtveld · Cielke Sijben · Daniël Dekker · Edwin Diergaarde · Felix Meurders · Ferry Maat · Frank du Mosch · Frits Sissing · Frits Spits · Gerard Ekdom · Giel Beelen · Gijs Staverman · Hans Schiffers · Henk van Steeg · Jan Paul Grootentraast · Jasper de Vries · Jeanne Kooijmans · Jeroen Mulder · Jetske van Staa · Jurgen van den Berg · Karel van Cooten · Kasper Kooij · Kimberley Dekker · Malou Holshuijsen · Marc Adriani · Marisa Heutink · Mart Smeets · Miranda van Holland · One'sy Muller · Peter Schuiten · Peter van Bruggen · Rick van Velthuysen · Rob Stenders · Roeland van Zeijst · Ron Stoeltie · Rutger Radstaake · Ruud Hermans · Sander de Heer · Sander Guis · Sara Kroos · Simone Walraven · Ted de Braak · Thijs Maalderink · Thomas van Vliet · Timur Perlin · Toine van Peperstraten · Tom Mulder · Will Luikinga · Yora Rienstra· Wouter van der Goes· Frank van 't Hof · Stefan Stasse  ·